# Middle Winterslow
Middle Winterslow – wieś w Anglii, w hrabstwie Wiltshire, w dystrykcie (unitary authority) Wiltshire. Leży 8,8 km od miasta Salisbury, 45,6 km od miasta Trowbridge i 120,2 km od Londynu. W 2016 miejscowość liczyła 1563 mieszkańców.